# میکروفونی

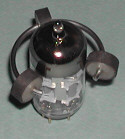
لامپ خلأ صوتی با میراگر میکروفونی نصب شده در خارج

میکروفونی، میکروفونیک یا میکروفونیسم پدیده‌ای را توصیف می‌کند که در آن اجزای خاصی در افزاره‌های الکترونیکی ارتعاشات مکانیکی را به سیگنال الکتریکی ناخواسته (نویز) تبدیل می‌کنند. این اصطلاح از قیاس با میکروفون ناشی می‌شود که عمداً برای تبدیل ارتعاشات به سیگنال‌های الکتریکی طراحی شده‌است.

## توصیف
هنگامی که تجهیزات الکترونیکی با استفاده از لامپ‌های خلأ ساخته می‌شد، میکروفونی اغلب یک مشکل جدی در طراحی بود. عناصر باردار در لامپ‌های خلأ می‌توانند به‌صورت مکانیکی لرزش داشته باشند، فاصله بین عناصر را تغییر دهند، جریان‌های بار داخل و خارج لوله را به روشی مشابه میکروفن خازنی تولید کنند. سیستمی که به میزان کافی در معرض میکروفونی است، می‌تواند بازخورد صوتی را تجربه کند و در صورت تکان یا ضربه خوردن، نویزهایی ایجاد کند. برای به حداقل رساندن این اثرات، برخی از لامپ‌های خلأ با صفحات عایق داخلی ضخیم‌تر و نگهدارنده‌های بیشتر و سوارکردن سوکت-لامپی ضد شوک نصب‌شده با استفاده از واشر لاستیکی که در سوراخ‌های پیچ قرار داده شده بود، ساخته می‌شدند تا آنها را از لرزش جدا کند.

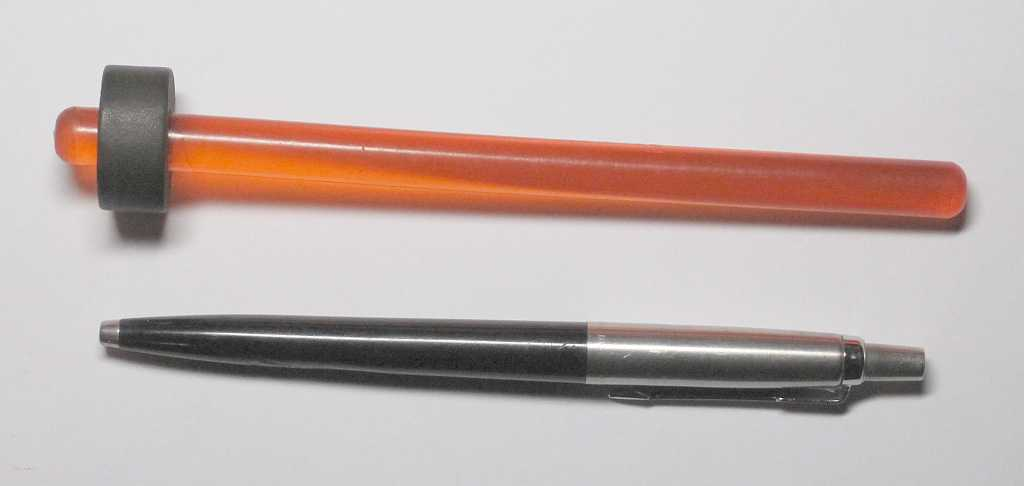
ابزار تعمیر رادیو و تلویزیون برای آزمایش میکروفونی در لامپ‌های حرارتی (لامپ‌های خلأ). بدنه لاستیکی مشکی به لامپ (لامپ خلأ) ضربه ای محکم اما ایمن می‌دهد.